# Fraser Forster
Fraser Gerard Forster (n. 17 martie 1988) este un fotbalist englez care joacă pentru Tottenham Hotspur, pe postul de portar.

## Titluri

### Club
Norwich City
- Football League One: 2009–10

Celtic
- Scottish Premiership: 2011–12, 2012–13, 2013–14
- Cupa Scoției: 2011, 2013

Tottenham Hotspur
- UEFA Europa League: 2024–25

## Legături externe
- Fraser Forster la Soccerbase